# Y Lyncis
Y Lyncis är en halvregelbunden variabel av SRC-typ i stjärnbilden Lodjuret. 
Stjärnan varierar mellan magnitud +6,58 och 8,25 med en period av 110 dygn.